# Corpus de la Garriga
El Corpus de la Garriga és una festa de La Garriga catalogada per la Generalitat de Catalunya, i les Catifes de Corpus de la Garriga són un element festiu patrimonial d'interès nacional. El gruix de la festa se celebra el diumenge després del dijous de Corpus. El dijous de Corpus ja hi ha activitats i durant tota la setmana anterior també. És considerada la festa més important i representativa de la Garriga, tant per la implicació popular com per la vistositat i el nombre de visitants que s'acosten al poble. La primera referència escrita és del 1816 i es va celebrar ininterrompudament des de 1940 fins a 2019. L'any 2020 es va haver de suspendre degut a la pandèmia per coronavirus de 2019-2020.

## Catifes de Corpus de la Garriga

### Descripció
L'element central i més destacat de la festa del Corpus de la Garriga són les catifes que es preparen el diumenge de Corpus per al pas de la processó. Atreuen milers de visitants que admiren la creació amateur feta per més de set mil voluntaris de totes les edats. Un treball fet en equip que potencia la convivència entre els veïns. La feina de dissenyar-les i de recollir el material per omplir-les, l'organització, etc. es fan amb molta cura i sota la coordinació dels responsables de cada carrer.

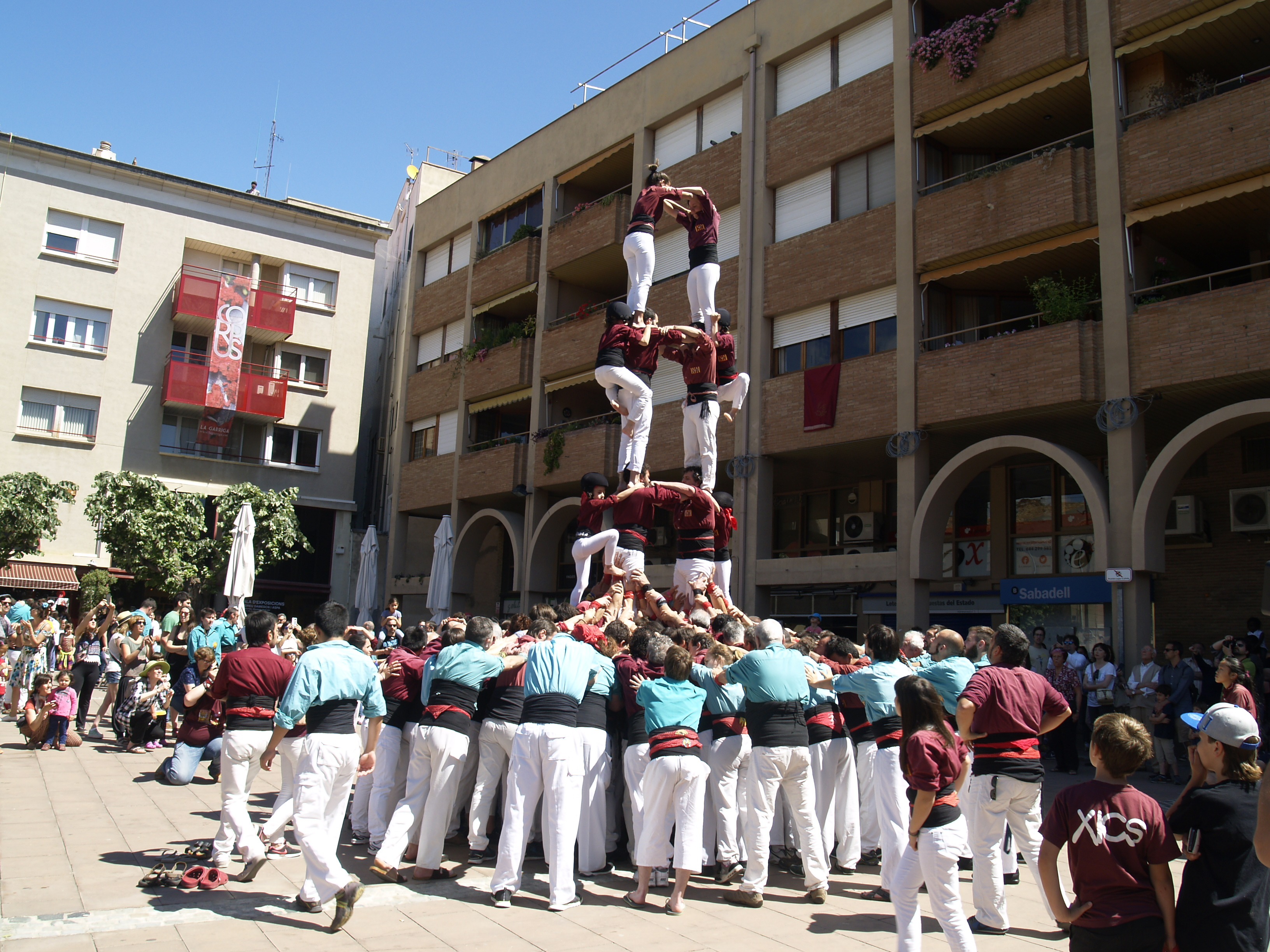
Castellers.

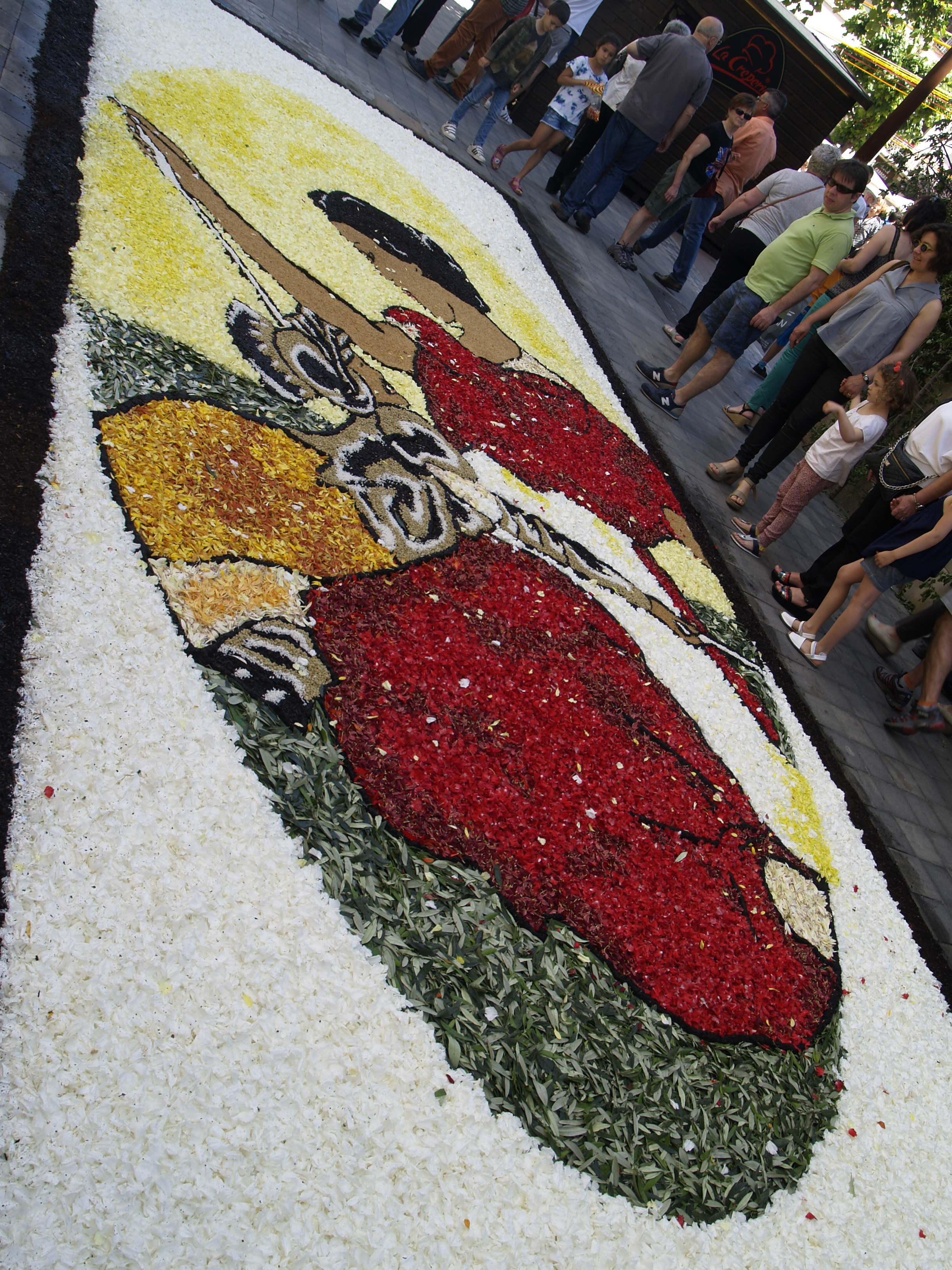
Catifa de Corpus el 2016.

Els veïns dediquen molt de temps i esforç per tenir les millors catifes. Anys enrere s'organitzaven sortides per anar a collir ginesta, i també s'anava al Maresme a collir els clavells als mateixos camps de cultiu. Actualment, el clavell, a diferència de la ginesta, continua tenint molt de protagonisme, tot i no ser tan nombrós com anys enrere. S'utilitzen, també, pètals de rosa, fulla de xiprer, esclòfia d'arròs, marro de cafè, closca de pinyons, etc. Tot producte vegetal.
La feina prèvia, a banda de recollir el material, consisteix a pensar i decidir els motius i formes de les catifes, que cada any són diferents. Els carrers ho mantenen en secret i s'esforcen per crear la catifa més bonica i original, la més comentada i admirada. La manera d'ornamentar i omplir de colors els carrers de la Garriga per al pas de la processó de Corpus ha anat variant amb el temps. En les darreres dècades, les catifes han guanyat tot el protagonisme, la qual cosa converteix la població, durant un dia, en una mostra d'art floral efímer. La primera referència escrita que es té del Corpus de la Garriga és del 1816, quan el bisbe Pau Sitjar, de visita pastoral, en va presidir la processó. Cal destacar l'alt nivell estètic i artístic de les catifes, i les tècniques de motllura en què es realitzen. Les catifes han assolit un arrelament important dins la població, que potencia la participació, especialment visible en l'esforç veïnal en la construcció de l'espai festiu.
El 2014, en el recorregut de la processó, es van fer un total de 29 catifes que sumaven una llargada de quasi dos quilòmetres. D'aquestes 29 catifes, 11 corresponien a escoles, 15 a entitats i 6 a carrers. Al barri de Dalt, a la façana de can Santa Digna, es penja un tapís de flors (2 x 5 metres). Aquest tapís es prepara a terra col·locant les flors en un gran reixat de ferro. També es fan dos altars, un a la placeta de Santa Isabel i l'altre a la plaça d'Oliveres. Des de l'any 2009 l'Escola Puiggraciós construeix la font i brollador on es pot veure l'ou com balla, en un reclau del carrer Samalús. A moltes cases es pengen domassos, una peça de tela brodada de color granatós, que substitueixen els cobrellits que antigament es posaven per al pas de la processó.

### Història
La data de les primeres catifes no és clara. La Hoja Diocesana Parroquia de San Esteban Protomártir de la Garriga del 1940 esmenta que aquell any se’n van fer cinc al carrer Cardedeu. Una altra versió, no contrastada documentalment, diu que el 1928 l'arquitecte Manuel Joaquim Raspall va fer-ne una davant de casa seva, a la plaça de Santa Isabel. Des del 1940 fins a l'actualitat s'han fet de forma continuada. Amb anterioritat, estan documentades enramades als carrers, balcons engalanats, altars, i flors i ginesta escampada per terra.
L'any 1985 les escoles van començar a participar en la confecció de les catifes, involucrant tant els escolars com els mestres i pares. Des d'aleshores, les escoles tenen un paper molt actiu i destacat.
L'any 1994 es van recuperar les enramades, que es fan al centre del poble, a la façana de l'Ajuntament i a bona part dels carrers Centre i Calàbria.
La celebració del Corpus l'organitzen l'Ajuntament de la Garriga, la Parròquia de Sant Esteve, l'Associació Cultural Corpus la Garriga i l'Enramada, la Federació de Balls Populars de la Garriga.

## Altres activitats
A més de la confecció de les catifes, la festa del corpus de la Garriga també compta amb una trobada de puntaires, visites turístiques guiades a diversos monuments (en especial del modernisme i termalisme), actuacions folklòriques i tradicionals, ballada de sardanes, concurs d'aparadors, concurs de fotografia, missa solemne i processó de Corpus pels carrers encatifats amb la participació de l'Enramada i tots els entremesos que la conformen (diables, capgrossos, gegants, gralles, cintes i sardanes).